# HD 46602
HD 46602，又名BD-20 1437，SAO 171940、HR 2403，是一颗恒星，视星等为6.4，位于銀經229.92，銀緯-13.18，其B1900.0坐标为赤經6h 29m 10s，赤緯-20° -13.18′ 50″。